# Пријатељи: Поново заједно
Пријатељи: Поново заједно (енгл. Friends: The Reunion) је специјал окупљања екипе америчке хумористичко-ситуационе серије Пријатељи из 2021. године. Водитељ је био Џејмс Корден, а извршни продуценти творци серије Кевин Брајт, Марта Кауфман, Дејвид Крејн, главна глумачка екипа серије и Бен Винстон (који је такође редитељ специјала). Специјал приказује главне глумце како поново посећују сетове серије (попут станова, кафића Централ Перк и фонтане из уводне шпице), читају најпознатије сцене, учествују у квизу о серији, састају се са гостима који су се појавили у серији, као и славним гостима и деле снимке иза кулиса.
Премијера специјала била је 27. маја 2021. године на HBO Max-у у Сједињеним Државама и истог дана на HBO Go-у у Србији.

## Продукција
У новембру 2019, Warner Bros. Television је развијала специјал окупљања серије Пријатељи за њихов нови стриминг сервис, HBO Max. У специјалу би се појавила главна глумачка постава и гостујући глумци. У фебруару 2020. године, специјал без сценарија је наручен, са целом оригиналном глумачком екипом и котворцима.
Извршни продуценти специјала су котворци серије, Кевин Брајт, Марта Кауфман и Дејвид Крејн, и главна глумачка екипа серије, Џенифер Анистон, Кортни Кокс, Лиса Кудроу, Мет Лебланк, Метју Пери и Дејвид Швимер. Бен Винстон је редитељ и извршни продуцент преко Fulwell 73-а. Warner Bros. Unscripted & Alternative Television такође је укључен у продукцију специјала.

### Снимање
Епизода је снимљена на Stage 24-у у Лос Анђелесу, такође познат као „сцена Пријатеља”, у Warner Bros. Studios, где се снимала серија Пријатељи од своје друге сезоне. Снимање окупљања почело је у априлу 2021. године. Снимање специјала одлагано је два пута, прво у марту 2020, са првобитним датумом 23. марта 2020. и други пут у августу 2020. године, оба пута због пандемије ковида 19.
Сегменти квиза и ток-шоуа специјала, чији је водитељ био Џејмс Корден, снимљени су уживо пред публиком „углавном синдикалних статиста, тестираних на ковид 19 и ангажован за догађај”. Представници Перија су појаснили да је имао хитну стоматолошку операцију пре снимања, након што су гледаоци били забринути његовим изгледом.
У епизоди подкаста Роба Лоуа објављеној у јануару 2021, Кудроу је рекла да је видела само реконструисани сет Централ Перка и снимила „нешто мало” што је на крају постало појављивање Лејди Гаге снимљено у новембру 2020. Редитељ и продуцент Бен Винстон је навео да је сегмент квиза планиран у марту 2021. док је продуцирао The Late Late Show и 63. доделу награда Греми.

## Екипа

### Главни глумци
- Џенифер Анистон
- Кортни Кокс
- Лиса Кудроу
- Мет Лебланк
- Метју Пери
- Дејвид Швимер

### Продуценти оригиналне серије
- Кевин С. Брајт
- Дејвид Крејн
- Марта Кауфман

### Водитељ
- Џејмс Корден

### Гости
- Дејвид Бекам
- Џастин Бибер (носећи Росов костим за Ноћ вештица)
- Синди Крофорд (носећи Росове кожне панталоне)
- Кара Делевин
- Елиот Гулд (гост у публици, играо је Џека Гелера)
- Кит Харингтон
- Лејди Гага (отпевала „Смрдљиву мачку” са Лисом Кудроу, обучена као Фиби)[10]
- Лари Ханкин (гост током ткива, играо је господина Хеклса)
- Минди Калинг
- Томас Ленон (гост током квиза, играо је Џоијевог близанца по рукама)
- Кристина Пиклс (гошћа у публици, играла је Џуди Гелер)
- Том Селек (гост током квиза, играо је Ричарда Берка)
- Џејмс Мајкл Тајлер (гост током интервјуа глумаца, преко Zoom-а, играо је Гантера)
- Меги Вилер (гошћа током интервјуа глумаца, играла је Џенис Литман Горалник)
- Рис Видерспун (играла је Џил Грин)

Тројица глумаца који су тумачили квартет бријачнице у епизоди „The One With All the Jealousy” појавила су се у сегменту квиза. Појављивања редитеља Џејмса Бероуза и комичара Боба Њухарта су избачена из специјала и коришћена су као бонус клипови у издању HBO Max-а.

## Издање
Специјал окупљања првобитно је требало да буде издат 27. маја 2020. године покретањем HBO Max-а, заједно са осталих 236 епизода оригиналне серије које су биле доступне при покретању. Дана 13. маја 2021. године, објављена је најава за најаву којом се најављује издавање специјала поновног окупљања 27. маја 2021. на HBO Max-у.

## Пријем

### Критички одговор
На Rotten Tomatoes-у, специјал има оцену одобрења од 67% на основу 52 рецензије, са просечном оценом 6,4/10. Консензус критика веб-сајта је: „Можда најбоље функционише за највеће обожаваоце, али када уклони буку и фокусира се на повезаност, Пријатељи: Поново заједно је топао и удобан као ноћ у кафићу”. На Metacritic-у, специјал има пондерисану просечну оцену 65 од 100 што указује на „генерално повољне критике” засноване на 27 критичара.

### Гледаност
Према провајдеру ТВ аналитике TVision, Пријатељи: Поново заједно је 27. маја гледало око 29% америчких домаћинстава која користе стриминг. Такође је познато да су значајан део публике били људи између 35 и 54 године (50%) и жене (55,4%). Према аналитичкој компанији Antenna, специјал је такође донео више претплате на HBO Max током првог викенда у САД него било који Warner Bros.-ови нови филмови у 2021. У Уједињеном Краљевству, Пријатељи: Поново заједно је емитован на Sky One и постао је најгледанији програм канала у његовој историји, са 5,3 милиона гледалаца.

### Награде
| Награда                                  | Датум доделе              | Категорија                                                                   | Прималац(оци) | Резултат   | Реф    |
| ---------------------------------------- | ------------------------- | ---------------------------------------------------------------------------- | --- | ---------- | ------ |
| Удружење холивудских критичара           | 29. август 2021.          | Најбоља стриминг скеч-серија, разнолика серија, ток-шоу или комични специјал | Пријатељи: Поново заједно | Номинација | [ 17 ] |
| Награде Еми за програм у ударном термину | 19. септембар 2021.       | Најбољи специјал (унапред снимљен)                                           | Бен Винстон, Кевин С. Брајт, Марта Кауфман, Дејвид Крејн, Џенифер Анистон, Кортни Кокс, Лиса Кудроу, Мет Лебланк, Метју Пери, Дејвид Швимер, Ема Конвеј, Џејмс Лонгман, Стејси Томас Мур, Брет Блејкенли, Дејв Пиндак, Карли Робин Сигал, Гај Хардинг, Пол Монаган, Трејси Фис, Мајк Дарнел, Брук Карзен и Џејмс Корден | Номинација | [ 18 ] |
| Награде Еми за програм у ударном термину | 11. и 12. септембар 2021. | Најбоља режија специјала                                                     | Бен Винстон | Номинација | [ 18 ] |
| Награде Еми за програм у ударном термину | 11. и 12. септембар 2021. | Најбољи дизајн светла специјала                                              | Патрик Бузер, Лин Коста, Расел Фајн, Ноа Миц и Мадиган Стели | Номинација | [ 18 ] |
| Награде Еми за програм у ударном термину | 11. и 12. септембар 2021. | Најбоља сценографија специјала                                               | Грег Гранде, Дарен Џејнс и Џон Шафнер | Номинација | [ 18 ] |
| Награде по избору публике                | 7. децембар 2021.         | Поп специјал 2021.                                                           | Пријатељи: Поново заједно | Освојено   | [ 19 ] |